# Квіткокол попелястий
Квіткокол попелястий (Diglossa plumbea) — вид горобцеподібних птахів родини саякових (Thraupidae). Мешкає в Коста-Риці і Панамі.

## Опис

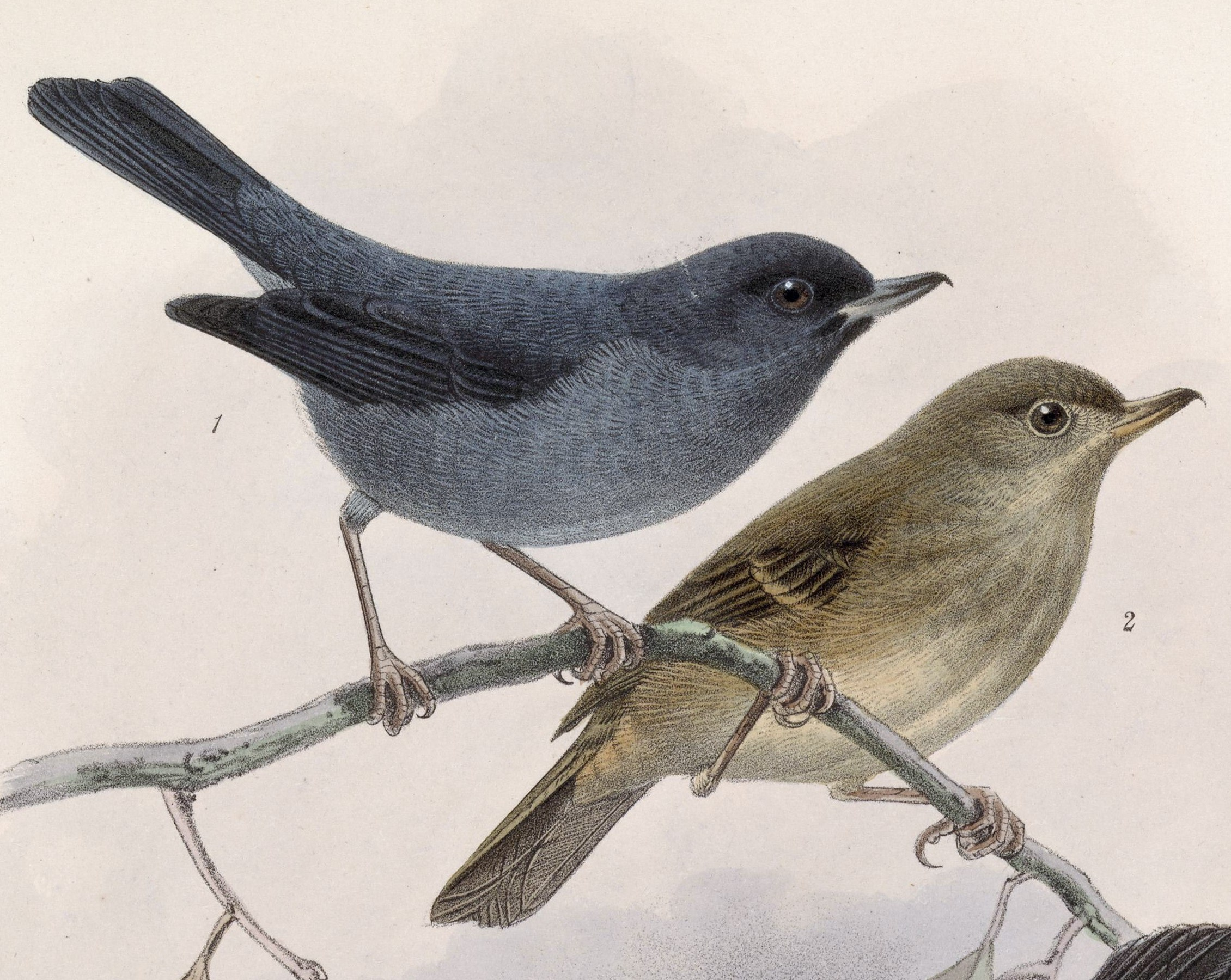
Пара попелястих квіткоколів

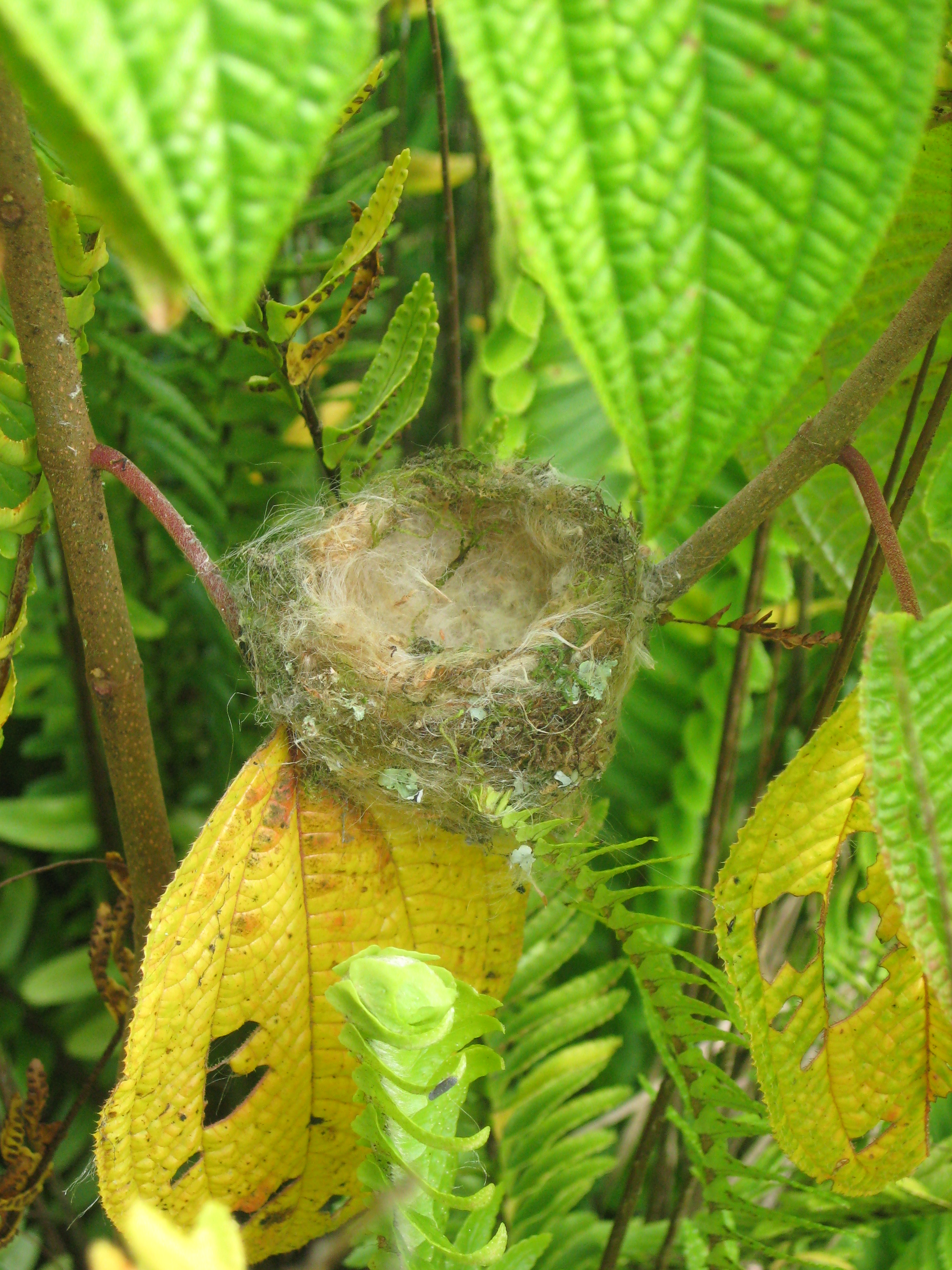
Гніздо попелястого квіткокола

Довжина птаха становить 10 см, вага 9 г. Виду притаманний статевий диморфізм. Самці мають переважно тьмяне, синювато-попелясте забарвлення, горло і груди у них сірі, крила і хвіст чорні з сірими краями. У самиць верхня частина тіла оливково-коричнева, горло і груди світліші, живіт охристий. Дзьоб вигнутий догори, на кінці гачкуватий. Забарвлення молодих птахів подібне до забарвлення самичок, однак на крилах у них є дві рудувато-коричневі смуги, нижня частина тіла жовтувато-охриста, легко поцяткована смужками.

## Поширення й екологія
Попелясті квіткоколи мешкають на високогір'ях Коста-Рики і західної Панами. Вони живуть, у високогірних чагарникових заростях, на узліссях вологих гірських тропічних лісів, на сонячних галявинах та на високогірних луках парамо. Зустрічаються поодинці, на висоті від 1200 до 3300 м над рівнем моря, переважно на висоті до 1900 м над рівнем моря. Живляться нектаром і комахами. Інкубаційний період триває з серпня по грудень. Гніздо чашоподібне, робиться з маху, листя і рослинних волокон. В кладці 2 блакитнуватих яйця, легко поцяткованих коричневими плямками. Інкубаційний період триває приблизно 2 тижні.